# Новокуликовский
Новокулико́вский — посёлок в Завьяловском районе Алтайского края России. Входит в состав Глубоковского сельсовета.

## География
Посёлок находится в западной части Алтайского края, в пределах Кулундинской равнины, западнее озера Модино, на расстоянии примерно 27 км (по прямой) к северо-западу от села Завьялово, административного центра района.

### Климат
Климат умеренный, резко континентальный. Средняя температура января составляет −18,6 °C, июля — +19,3 °C.

## История
Основан в 1926 году (по другим данным — в 1922 году). В 1926 году в посёлке Ново-Куликовский имелось 111 хозяйств и проживало 554 человека. В административном отношении входил в состав Глубоковского сельсовета Завьяловского района Каменского округа Сибирского края.

## Население
| 1926 | 1997 | 1998 | 1999 | 2000 | 2001 | 2002 |
| ---- | ---- | ---- | ---- | ---- | ---- | ---- |
| 554  | ↘157 | ↗171 | ↘162 | ↗186 | ↘166 | ↘144 |
| 2003 | 2004 | 2005 | 2006 | 2007 | 2008 | 2009 |
| ↗170 | ↗181 | ↗195 | ↘185 | ↘150 | ↗175 | ↗178 |
| 2010 | 2011 | 2012 | 2013 |      |      |      |
| ↘140 | ↘138 | ↘133 | ↘116 |      |      |      |

### Национальный состав
Согласно результатам переписи 2002 года, в национальной структуре населения русские составляли 87 %.

## Улицы
| - ул. Калинина, - ул. Ковалевская, | - ул. Новая, - ул. Центральная. |

## Инфраструктура
В посёлке функционирует фельдшерско-акушерский пункт (филиал КГБУЗ «Центральная районная больница с. Завьялово»).